# Валентайн Нельсон
Валентайн Нельсон (англ. Valentine Nelson; нар. 12 квітня 1987) — папуаський футболіст, захисник клубу «Лае Сіті Двеллерз» та збірної Папуа Нової Гвінеї.

## Клубна кар'єра
Народився 12 квітня 1987 року. З 2010 по 2014 року виступав у клубі «Тукоко Юніверситі Лае», з 2014 року — захищав кольори «Лае Сіті Двеллерз».

## Кар'єра в збірній
З 2011 року викликаєтся до табору збірної Папуа Нової Гвінеї. За цей час у футболці національної збірної провів 10 поєдинків.

## Досягнення
- Національна Соккер Ліга ПНГ:
  -  Чемпіон (2): 2015, 2015/16
- Срібний призер Кубка націй ОФК: 2016